# Werschbach (Bröl, Höfferhof)
Der Werschbach ist ein gut sieben Kilometer langer Bach in der Gemeinde Much im nordrhein-westfälischen Rhein-Sieg-Kreis. Er ist ein rechter Zufluss der Bröl.

## Name
Als Oikonym erscheint der Name erstmals 1351 als Werze in den schriftlichen Aufzeichnungen. Die Herkunft des Namens hängt wahrscheinlich mit dem urindogermanischen Wort *h2ṷer- „feucht sein“ zusammen.

## Geographie

### Verlauf
Der Werschbach entspringt beim Mucher Ortsteil Vogelsangen auf einer Höhe von etwa 295 m ü. NHN.
Er fließt im Wesentlichen in südlicher Richtung und mündet schließlich beim Mucher Ortsteil Höfferhof auf einer Höhe von etwa 141 m ü. NHN von rechts in die Bröl. Das Werschtal wird großteils von der Landesstraße 312 durchzogen.

### Zuflüsse
Größte Zuläufe in den Werschbach sind der Sauerbach, der bei Weeg zufließt und südlich davon der Hohner Bach, beide orografisch rechts gelegen.
- Hausiefen (rechts), 0,2 km
- Vogelsanger Siefen (links), 0,4 km
- Pechsiefen (rechts), 0,8 km
- Lülssiefen (links), 0,3 km
- Schmitten Siefen (rechts), 0,5 km
- Berzbach (links), 1,3 km, 0,65 km²
- Schwisselssiefen (links), 0,5 km
- Sauerbach (rechts), 2,0 km, 1,23 km²
- Kammersiefen (links), 0,5 km
- Hohner Bach (rechts), 2,7 km, 1,91 km²
- Daußelbach (rechts), 1,5 km, 0,81 km²
- Hohnssiefen (rechts), 0,5 km
- Striffelssiefen (rechts), 0,4 km
- Pielsiefen (rechts), 0,7 km
- Selbach (rechts), 0,8 km

### Orte
Zum Wassereinzugsgebiet des Werschbaches gehören die Ortschaften:
- Vogelsangen, Wersch, Berzbach, Marienfeld, Weeg, Walterscheid, Hohn, Höhnchen, Wohlfarth, Engeld, Erlen, Reinshagen, Bech, Werschberg, Zeche Aachen und Höfferhof